# فرودگاه ترنر ولی بار ان رنچ
فرودگاه ترنر ولی بار ان رنچ (به انگلیسی: Turner Valley Bar N Ranch Airport) یک فرودگاه خصوصی است که یک باند فرود شن دارد و طول باند آن ۱۱۶۶ متر است. این فرودگاه در کشور کانادا قرار دارد و در ارتفاع ۱۲۸۳ متری از سطح دریا واقع شده است.